# NME Awards
Pour les articles homonymes, voir NME.
Les NME Awards sont une cérémonie qui décerne des récompenses, organisée par le journal hebdomadaire NME.
Cette cérémonie se déroule de façon annuelle au mois de février et retransmise sur la chaîne de télévision ITV. La première émission se déroule en 1953.

## Histoire
Après la remise des prix de 2002, un article du telegraph.co.uk rapporte que les lauréats des prix NME « étaient presque interchangeables » avec les lauréats des Brit Awards et critique le rédacteur en chef de l'époque, Ben Knowles, pour ce qu'il considérait comme une attaque hypocrite contre la nature commerciale des Brit Awards.
En 2006, Arctic Monkeys remporte à la fois le prix du « meilleur nouveau groupe » et celui du « meilleur groupe britannique » la même année, devenant ainsi le troisième groupe de l'ère moderne à remporter trois prix (meilleur nouveau groupe, meilleur groupe britannique, meilleur morceau). Dans son discours, le chanteur Alex Turner fait allusion au fait que les récompenses reflétaient les groupes les plus médiatisés par le magazine : « Qui d'autre allait être le meilleur groupe britannique ? On n'écrit pas autant sur quelque chose pour ensuite ne pas dire qu'on est le meilleur groupe britannique ». La même année, alors qu'il reçoit un prix pour son action caritative, Bob Geldof traite l'animateur Russell Brand de « connard », ce à quoi Brand répond : « [Il n'est] pas étonnant que Bob Geldof soit un tel expert de la famine - il se nourrit de I Don't Like Mondays depuis 30 ans ».
En 2008, les nominations sont critiquées par The Guardian pour leur manque de diversité et le fait qu'aucune femme ne figure parmi les artistes.
En 2015, Kasabian est nommé pour 9 prix, battant le précédent record d'Oasis en 2009,.

## Liste des nominations (2000-2015)

### 2000
- Meilleur single - Blur avec Tender
- Meilleur album - The Flaming Lips avec The Soft Bulletin
- Meilleur groupe - Blur
- Meilleur(e) artiste solo - Beck
- Meilleur nouveau groupe - Muse
- Meilleur clip - Blur avec Coffee & TV
- Meilleur groupe live - Super Furry Animals
- Meilleur show dansant - The Chemical Brothers
- Meilleur espoir - Terris
- Meilleur groupe de tous les temps - The Beatles
- Meilleur single de tous les temps - Nirvana avec Smells Like Teen Spirit
- Pire single de tous les temps - Insane Clown Posse avec Chicken Huntin
- Meilleur album de tous les temps - The Stone Roses avec The Stone Roses
- Pire personne de l'année - Violent J de Insane Clown Posse
- Awards de service pour la musique - Shaun Ryder
- Pire enregistrement de l'année - Vengaboys avec We're Going to Ibiza
- Meilleur film - Projet Blair Witch

### 2002
- Meilleur show radio BBC Radio One Sessions
- Meilleur single - Ash avec Burn Baby Burn
- Meilleur album - The Strokes avec Is This It
- Meilleur groupe - The Strokes
- Meilleur(e) artiste solo - Ian Brown
- Meilleur groupe métal - Lostprophets
- Meilleur concert R&B/soul - Aaliyah
- Meilleur concert Rap/Hip Hop - Missy Elliott
- Meilleur concert Pop - Kylie Minogue
- Meilleur Show dansant - Basement Jaxx
- Meilleur clip - Radiohead avec Pyramid Song
- Meilleur nouveau Show - The Strokes
- Meilleur concert - U2
- Meilleur Show show TV - The Office
- Meilleur film - Moulin Rouge
- Héros de l'année - New York
- Méchant de l'année - George W. Bush
- Godlike Genius - Pennie Smith

### 2004
- Meilleur Show Radio : Zane Lowe
- Meilleur nouveau groupe - Kings of Leon
- Meilleur clip : Radiohead avec There There
- Meilleur single - The White Stripes avec Seven Nation Army
- Meilleur film : Le retour du roi
- Meilleur groupe live - Queens of the Stone Age
- Légende vivante - Arthur Lee
- Philip Hall Radar Award - Franz Ferdinand
- Meilleur évènement - Festival de Glastonbury
- The Fuck Me! Award pour l'innovation - Dizzee Rascal
- Meilleur groupe international - Kings of Leon
- Meilleur show TV The Office
- Femme Rock N' Roll - Brody Dalle
- Homme Rock N' Roll Har Mar Superstar
- Meilleur groupe britannique - The Libertines
- Meilleur album - Radiohead avec Hail to the Thief
- Godlike Genius - Ozzy Osbourne

### 2005
- Meilleur Show radio - Zane Lowe
- Meilleur(e) artiste solo - Graham Coxon
- Meilleur groupe live - Muse
- Meilleur morceau - Franz Ferdinand avec Take Me Out
- Meilleur DVD musical - Oasis avec Definitely Maybe DVD
- Phillip Hall Radar Award - Kaiser Chiefs
- Meilleur show TV- Little Britain
- Meilleur groupe international - The Killers
- Meilleur nouveau groupe - Razorlight
- Meilleur clip - Green Day avec American Idiot
- Awrads Spécial pour la longévité du service dans la musique - John Peel
- John Peel Award For Musical Innovation - The Others
- Meilleur film - Shaun of the Dead
- Meilleur album - Franz Ferdinand avec Franz Ferdinand
- Meilleur évènement - Festival de Glastonbury
- Meilleur groupe britannique - The Libertines
- Personne la mieux habillée : Brandon Flowers de The Killers
- Personne la plus mal habillée - Britney Spears
- Meilleur lieu de live - London Carling Brixton Academy
- Meilleur site internet - NME.com
- Héros de l'année - John Peel
- Villain Of The Year - George W. Bush
- Homme le plus sexy - Brandon Flowers, du groupe The Killers
- Femme la plus sexy - Gwen Stefani
- Pire album - Busted avec A Present for Everyone
- Pire groupe: Busted

### 2006
- Meilleur groupe britannique - Arctic Monkeys
- Meilleur groupe international - The Strokes
- Meilleur(e) artiste solo - Kanye West
- Meilleur groupe live - Franz Ferdinand
- Meilleur nouveau groupe - Arctic Monkeys
- Meilleur album - Kaiser Chiefs avec Employment
- Meilleur morceau - Arctic Monkeys avec I Bet You Look Good on the Dancefloor
- Meilleur clip - Oasis avec The Importance of Being Idle
- Meilleur DVD musical - Live 8
- Meilleur évènement live - Carling Weekend: Reading and Leeds Festivals
- Meilleur show TV - Gonzo (on MTV Two)
- Meilleur show radio - Zane Lowe (BBC Radio 1)
- Meilleur film - Harry Potter et la Coupe de feu
- Femme la plus sexy - Madonna
- Homme le plus sexy - Pete Doherty
- Pire album - James Blunt avec Back to Bedlam
- Pire groupe - Son of Dork
- Personne la mieux habillée - Ricky Wilson
- Personne la plus mal habillée - Justin Hawkins
- Héros de l'année - Bob Geldof
- Mauvais de l'année - George W. Bush
- Meilleur lieu de live - Carling Brixton Academy
- Meilleur site internet - NME.com
- John Peel Award pour l'innovation musicale - Gorillaz
- Phillip Hall Radar Award - The Long Blondes

### 2007
- Meilleur groupe britannique - Muse
- Meilleur groupe international - My Chemical Romance
- Meilleur(e) artiste solo - Jamie T
- Meilleur groupe live - Kasabian
- Meilleur nouveau groupe - Klaxons
- Meilleur album - Arctic Monkeys avec Whatever People Say I Am, That's What I'm Not
- Meilleur morceau - The View avec Wasted Little DJs
- Meilleur clip - The Killers avec Bones
- Meilleur DVD musical - Arctic Monkeys avec Scummy Man
- Meilleur évènement live - Carling Weekend: Reading and Leeds Festivals
- Meilleur show TV - The Mighty Boosh
- Meilleur show radio - Zane Lowe (BBC Radio 1)
- Meilleur film - Pirates des Caraïbes : Le Secret du coffre maudit
- Femme la plus sexy - Kate Moss
- Homme le plus sexy - Matthew Bellamy de Muse
- Pire album - Robbie Williams avec Rudebox
- Pire groupe - Panic! at the Disco
- Personne la mieux habillée - Faris Rotter (The Horrors)
- Personne la plus mal habillée - Lily Allen
- Héros de l'année - Gerard Way de My Chemical Romance
- Mauvais de l'année - George W. Bush
- Meilleur lieu de live - Carling Brixton Academy
- Meilleur site internet (NME.com exclus) - YouTube
- John Peel Award pour l'innovation musicale - Enter Shikari
- Phillip Hall Radar Award - The Twang

### 2008
La cérémonie se déroule à l'IndigO2 le 28 février 2008.
- Meilleur groupe britannique - Arctic Monkeys
- Meilleur groupe international - The Killers
- Meilleur(e) artiste solo - Kate Nash
- Meilleur groupe live - Muse
- Meilleur nouveau groupe - The Enemy
- Meilleur album - Klaxons avec Myths of the Near Future
- Meilleur morceau - Arctic Monkeys avec Fluorescent Adolescent
- Meilleure chanson de Dancefloor - The Wombats avec Let's Dance to Joy Division
- Meilleur clip - Arctic Monkeys avec Teddy Picker
- Meilleur DVD musical - Nirvana avec MTV Unplugged in New York
- Meilleur évènement live - Carling Weekend: Reading and Leeds Festivals
- Meilleur show TV - The Mighty Boosh
- Meilleur show radio - Zane Lowe (BBC Radio 1)
- Meilleur film - Control
- Femme la plus sexy - Kylie Minogue
- Homme le plus sexy - Noel Fielding
- Pire album - Britney Spears avec Blackout
- Pire groupe - The Hoosiers
- Personne la mieux habillée - Noel Fielding
- Personne la plus mal habillée - Amy Winehouse
- Héros de l'année - Pete Doherty
- Mauvais de l'année - George W. Bush
- Meilleur live - Foo Fighters à Wembley Stadium
- Meilleur site internet (NME.com exclus) - Facebook
- John Peel Award pour l'innovation musicale - Radiohead
- Phillip Hall Radar Award - Glasvegas

### 2009
La cérémonie se déroule le 25 février 2009.
- Meilleur groupe britannique - Oasis
- Meilleur groupe international - The Killers
- Meilleur(e) artiste solo - Pete Doherty
- Meilleur groupe live - Muse
- Meilleur nouveau groupe - MGMT
- Meilleur album - Kings Of Leon avec Only By The Night
- Meilleur morceau - MGMT avec Time to Pretend
- Meilleure chanson de Dancefloor - Dizzee Rascal avec Dance Wiv Me
- Meilleur clip - The Last Shadow Puppets avec My Mistakes Were Made For You
- Meilleur DVD musical - Arctic Monkeys At The Apollo
- Meilleur évènement live - Glastonbury
- Meilleur show TV - The Mighty Boosh
- Meilleur blog de groupe - Noel Gallagher / Oasis
- Meilleur lieu - L'Astoria de Londres
- Meilleur pochette de disque - Muse avec HAARP
- Héros de l'année - Barack Obama
- Mauvais de l'année - George W. Bush
- Personne la mieux habillée - Alexa Chung
- Personne la plus mal habillée - Amy Winehouse
- Pire album - Kylie Minogue - Boombox
- Pire groupe - Tokio Hotel
- Femme la plus sexy - Hayley Williams
- Homme le plus sexy - Matthew Bellamy
- Meilleur site internet (NME.com exclus) - YouTube
- Godlike Genius : The Cure

### 2010
La cérémonie se déroule le 24 février 2010.
- Meilleur groupe britannique - Muse
- Meilleur groupe international - Paramore
- Meilleur(e) artiste solo - Jamie T
- Meilleur groupe live - Arctic Monkeys
- Meilleur nouveau groupe - Bombay Bicycle Club
- Meilleur album - Kasabian avec West Ryder Pauper Lunatic Asylum
- Meilleur morceau - The Big Pink avec Dominos
- Meilleure chanson de Dancefloor - La Roux avec In For The Kill (Skream Remix)
- Meilleur clip - Biffy Clyro avec The Captain
- Meilleur DVD musical - The Mighty Boosh avec Future Sailors
- Meilleur évènement live - All the People: Live at Hyde Park
- Meilleur festival - Glastonbury
- Meilleur show TV - The Inbetweeners
- Meilleur film - Inglourious Basterds
- Choisis par les fans - Lily Allen for her Twitter ticket treasure hunt
- Meilleur blog de groupe - Radiohead Radiohead.com/deadairspace
- Meilleur pochette de disque - Kasabian avec West Ryder Pauper Lunatic Asylum
- Héros de l'année - Rage Against the Machine
- Mauvais de l'année - Kanye West
- Personne la mieux habillée - Lady Gaga
- Personne la plus mal habillée - Lady Gaga
- Pire album - Jonas Brothers pour Lines, Vines And Trying Times
- Pire groupe - Jonas Brothers
- Femme la plus sexy - Karen O du groupe Yeah Yeah Yeahs
- Homme le plus sexy - Matthew Bellamy du groupe Muse
- Meilleur site internet (NME.com exclus) - Muse.mu du groupe Muse

### 2011
La cérémonie se déroule le 23 février 2011.
- Meilleur groupe britannique - Muse
- Meilleur groupe international - My Chemical Romance
- Meilleur(e) artiste solo - Laura Marling
- Meilleur groupe live - Biffy Clyro
- Meilleur nouveau groupe - Hurts
- Meilleur album - Arcade Fire avec The Suburbs
- Meilleur morceau - Foals avec Spanish Sahara
- Meilleur clip - My Chemical Romance avec Na Na Na (Na Na Na Na Na Na Na Na Na)
- Meilleur festival - Glastonbury
- Meilleur petit festival (moins de 50 000 personnes) - RockNess
- Meilleur show TV - Skins
- Meilleur morceau "Dancefloor" - Professor Green avec Jungle
- Meilleur film - Inception
- Héros de l'année - Lady Gaga
- Méchant de l'année - David Cameron
- Personne la mieux habillée - Brandon Flowers
- Personne la plus mal habillée - Justin Bieber
- Pire album - Justin Bieber avec My World
- Pire groupe - Jonas Brothers
- Meilleur Blog ou Twitter de groupe - Hayley Williams
- Meilleur livre - John Lydon avec My Rotten’s Scrapbook
- Meilleure pochette d'album - Klaxons avec Surfing the Void
- Femme la plus sexy - Alison Mosshart, VV du groupe The Kills
- Homme le plus sexy - Matthew Bellamy du groupe Muse
- Génie divin - Dave Grohl
- Prix du radar de Philip Hall - The Naked and Famous
- Le cancer adolescent peut compter sur sa contribution mémorable à la musique - PJ Harvey
- Prix John Peel de l'innovation - Crystal Castles

### 2012
La cérémonie se déroule le 29 février 2012.
- Meilleur groupe britannique - Kasabian
- Meilleur groupe international - Foo Fighters
- Meilleur(e) artiste solo - Florence and the Machine
- Meilleur groupe live - Arctic Monkeys
- Meilleur nouveau groupe - The Vaccines
- Meilleur album - Skying de The Horrors
- Meilleur morceau - Shake it out de Florence and the machine
- Meilleur clip - Sunday de Hurts
- Meilleur festival - Glastonbury
- Meilleur petit festival (moins de 50 000 personnes) - Rock Ness
- Meilleur show TV - Fresh Meat
- Meilleur morceau "Dancefloor" -
- Meilleur film - Submarine
- Meilleur festival - Muse
- Héros de l'année - Matthew Bellamy
- Méchant de l'année - Justin Bieber
- Personne la mieux habillée -
- Personne la plus mal habillée -
- Pire album - Born This Way de Lady Gaga
- Pire groupe - One Direction
- Meilleur compte Twitter - Lady Gaga
- Meilleur livre -"The Scribblings of a Madcap Shambleton" de Noel Fielding
- Meilleure pochette d'album - Pala de Friendly Fires
- Femme la plus sexy - Hayley Williams
- Homme le plus sexy - Jared Leto
- Prix du radar de Philip Hall - Azealia Banks
- Le cancer adolescent peut compter sur sa contribution mémorable à la musique
- Prix John Peel de l'innovation -
- Traître de l'année - Lady Gaga
- Godlike Genius (Génie Divin) - Noel Gallagher

### 2013
- Godlike Genius (Génie Divin) – Johnny Marr
- Prix du radar de Philip Hall – The Child of Lov
- Le cancer adolescent peut compter sur sa contribution mémorable à la musique – The Cribs
- Meilleur groupe britannique – Biffy Clyro
- Meilleur groupe international – The Killers
- Meilleur(e) artiste solo – Florence + the Machine
- Meilleur nouveau groupe – Palma Violets
- Meilleur groupe live – The Rolling Stones
- Meilleur album – The Maccabees – Given to the Wild
- Meilleur morceau – Foals – Inhaler
- Meilleur clip – Arctic Monkeys – R U Mine?
- Meilleur festival – Reading and Leeds Festivals
- Meilleur show TV – Fresh Meat
- Meilleur film – Le Hobbit : Un voyage inattendu
- Meilleur film musical – Crossfire Hurricane
- Meilleur morceau "Dancefloor" – Calvin Harris feat. Florence Welch – Sweet Nothing
- Héros de l'année – Barack Obama
- Méchant de l'année – Harry Styles
- Pire groupe – One Direction
- Homme le plus sexy – Matthew Bellamy
- Femme la plus sexy – Amy Lee
- Meilleur compte Twitter – @babyhaim (Alana Haim)
- Meilleure communauté de fans – Muse
- Meilleur livre – Mike Skinner – The Story of the Streets
- Meilleur petit festival (moins de 50 000 personnes) – Festival No 6
- Meilleure réédition – Blur – 21
- Moment musical de l'année – Cérémonie d'ouverture des Jeux olympiques d'été de 2012

### 2014
- Godlike Genius (Génie Divin) - Blondie
- Songwriters’ Songwriter - Paul McCartney
- Prix de l'innovation - Damon Albarn
- Le cancer adolescent peut compter sur sa contribution mémorable à la musique - Belle and Sebastian
- Meilleur groupe britannique - Arctic Monkeys
- Meilleur groupe international - Haim
- Meilleur(e) artiste solo - Lily Allen
- Meilleur nouveau groupe - Drenge
- Meilleur groupe live - Arctic Monkeys
- Meilleur album - Arctic Monkeys - AM
- Meilleur morceau - Disclosure - White Noise
- Meilleur clip - Eagulls - Nerve Endings
- Meilleur festival - Glastonbury Festival
- Meilleur show TV - Breaking Bad
- Meilleur film musical - The Stone Roses: Made of Stone
- Prix du radar de Philip Hall - Fat White Family
- Meilleure réédition - The Clash - Sound System
- Meilleur compte Twitter - Alana Haim, Haim
- Meilleur livre - Morrissey - Autobiography
- Meilleur petit festival (moins de 50 000 personnes) - Sŵn
- Meilleure communauté de fans - Arctic Monkeys
- Moment musical de l'année - Noel Gallagher et Damon Albarn chantent ensemble pour le concert du Teenage Cancer Trust
- Pire groupe - The 1975
- Héros de l'année - Alex Turner
- Méchant de l'année - Harry Styles

### 2015
- Godlike Genius (Génie Divin) : Suede
- Meilleur groupe britannique : Kasabian
- Meilleur album : Kasabian - 48:13
- Meilleur groupe international : Foo Fighters
- Meilleur groupe live : Royal Blood
- Meilleur nouveau groupe : Royal Blood
- Meilleur(e) artiste solo : Jake Bugg
- Meilleur festival : Glastonbury
- Meilleur morceau : Jamie T - Zombie
- Meilleur clip : Jamie T - Zombie
- Meilleur film musical : Pulp: A Film About Life, Death and Supermarkets
- Meilleur film : Northern Soul
- Meilleur show TV : Game of Thrones
- Meilleur morceau "Dancefloor" : Iggy Azalea featuring Charli XCX – "Fancy
- Méchant de l'année : Nigel Farage
- Héros de l'année : Alex Turner
- Moment musical de l'année : le comeback de Jamie T
- Meilleure communauté de fans : Muse
- Meilleur petit festival (moins de 50 000 personnes) : Liverpool Psych Fest
- Meilleur livre : Vic Albertine - Clothes, Clothes, Clothes. Music, Music, Music. Boys, Boys, Boys
- Meilleure réédition : Manic Street Preachers - The Holy Bible
- Meilleur compte Twitter : Liam Gallagher